# Haliotis fulgens
Espèce
Haliotis fulgens est une espèce de mollusques gastéropodes appartenant à la famille des Haliotidae.
- Répartition : Californie.
- Longueur : 25 cm.

## Liste des sous-espèces
Selon World Register of Marine Species (25 mai 2010) :
- sous-espèce Haliotis fulgens fulgens Philippi, 1845
- sous-espèce Haliotis fulgens guadalupensis Talmadge, 1964
- sous-espèce Haliotis fulgens turveri Bartsch, 1942

## Source
- Arianna Fulvo et Roberto Nistri (2005). 350 coquillages du monde entier. Delachaux et Niestlé (Paris) : 256 p.  (ISBN 2-603-01374-2)